# 習遠平
習遠平（1956年11月—），陕西富平人，中国共产党革命元勋习仲勳与第二任妻子齐心之次子，中共中央总书记习近平之胞弟。曾任国际节能环保协会会长，该协会已于2014年重组为国际生态经济协会（IEEPA），其余的为同名组织。

## 经历
习远平就读于北京市八一小学。文化大革命期间到河南上中学，16岁回京在北京服务机械厂当工人。1978年考入解放军洛阳外国语学院，毕业后曾在军队、外贸部门和政府工作，于改革开放初期移居英属香港。
习远平曾任中国国际节能环保协会會長。习远平作风低调，较少露面。

## 家族
- 父亲：习仲勋，陕西富平人，中共八大元老之一，曾任国务院副总理和全国人大常委会副委员长。
- 母亲：齐心，是习仲勋的第二任妻子。
- 大姐：齊橋橋，加拿大永久居民，並持有香港身份证。
- 外甥女：张燕南。
- 二姐：齊安安（原名：習安安），澳洲籍，长居墨尔本。
  - 二姐夫：吳龍，澳洲籍，长居墨尔本市，是北京新邮通和深圳大唐移动通信的实际拥有者。（据媒体报道得出，未有公开资料证明）[5][]
- 哥哥：习近平，现任中共中央总书记、国家主席、中央军委主席。
- 另有二同父異母的姐姐習和平（1938－1968）、习乾平（1939－），一同父异母的哥哥习正宁（1941－1998.11.27），是习仲勋与前妻郝明珠所生[6]。[]